# Fuente de Cantos
Fuente de Cantos és un municipi de la província de Badajoz, a la comunitat autònoma d'Extremadura. Fou el lloc de naixement del pintor Francisco de Zurbarán. A la comarca hi havia una localitat àrab ja desapareguda, anomenada Lakant, a la riba esquerra del Guadiana. Yaqut al-Hamawí diu que eren dos castells dependents de Mèrida: Lakant al-Kubra i Lakant-al Sughra, però probablement és un error entre la Lakant de la comarca de Fuente de Cantos (a 60 km al sud de Mèrida) i la Lakant, moderna Alacant, a la costa mediterrània.